# Morris Simmonds
Morris Simmonds (Saint Thomas, 14 gennaio 1855 – Amburgo, 4 settembre 1925) è stato un medico e patologo tedesco.

## Biografia
All'età di sei anni con la famiglia lasciò l'isola di Saint Thomas, allora dipendenza della Danimarca, per trasferirsi ad Amburgo, dove iniziò gli studi che lo condussero fino al dottorato a Kiel nel 1879, dove lavorò come assistente di Arnold Ludwig Gotthilf Heller e Friedrich von Esmarch. La sua morte avvenne per la malattia di Parkinson.

## Scoperte
A lui si deve la scoperta dell'eponima malattia di Simmonds, nota anche come cachessia ipofisaria, dovuta al malfunzionamento del lobo anteriore dell'ipofisi. Pubblicò i suoi primi scritti sulla malattia nel 1914.